# New Order
New Order (en español, literalmente, La «Nueva orden» o El «Nuevo orden») es un grupo británico de rock y electrónica formado en 1980 y creado por los exmiembros de Joy Division tras la disolución del grupo por la muerte de Ian Curtis.
Se ha convertido en una de las bandas más aclamadas por la crítica y una de las más influyentes de la década de los 1980. Durante sus primeros años estuvieron fuertemente influenciados por el legado musical de Joy Division, pero su experiencia en la temprana escena de Nueva York a inicios de la década de 1980 expandió su conocimiento en la música dance y les contribuyó a incorporar elementos de ese estilo en sus obras. El éxito de la banda publicado en 1983 “Blue Monday”, se convirtió en el disco de 12 pulgadas más vendido de toda la historia. Es el claro ejemplo de cómo la banda transformó su sonido y adquirió su propia esencia. Fueron la banda representativa de la desaparecida discográfica independiente de Mánchester, Factory Records.
En 1993 se separaron admitiendo tensión y problemas internos entre los integrantes de la banda, pero a pesar de ello, en 1998 se reunieron nuevamente. En 2001, Cunningham (guitarra, teclado y sintetizador), relevó a Gilbert, quien dejó la banda por problemas familiares. En 2007 Peter Hook también dejó la banda y finalmente se separaron de nuevo. Llegando al grado de que en 2009 Sumner declarara que ya no deseaba hacer música como integrante de New Order. No obstante, la banda se reunió por segunda vez en 2009, sin Hook y con Gilbert de regreso y Cunningham ocupando el sitio de Hook como bajista.

## Historia

### Orígenes, Joy Division yMovement(1976-1982)
La historia comienza en Mánchester, en el año 1976, cuando Bernard Sumner (guitarra), Peter Hook (bajo), Stephen Morris (batería), e Ian Curtis (cantante), se reúnen con el nombre de Warsaw. Después cambian su nombre a Joy Division, evolucionando la música punk heredada por los Sex Pistols, creando lo que se llamaría post-punk. En 1980 Ian Curtis se suicidó, lo que significó el fin de Joy Division. Los miembros restantes de Joy Division deciden entonces formar un nuevo grupo al que llaman New Order («Nuevo Orden»), esta vez incluyendo a la esposa de Stephen Morris, la teclista Gillian Gilbert. New Order perteneció al sello discográfico Factory Records, propiedad de su amigo Tony Wilson. Cuando el sello cerró, la banda hallaría acomodo en London Records, discográfica con la que editarían sus discos restantes.
La banda realizaría un calentamiento que incluyó algunos conciertos en EE. UU. tocando canciones de Joy Division y algunas canciones incluidas en su álbum debut, además de hacer su primera Peel Session en enero de 1981. Así, en noviembre de 1981 editaron su primer álbum discográfico bajo el nombre de New Order, titulado Movement que incluía todavía un sonido similar al de Joy Division, cercano al post-punk, teniendo como sencillos «Dreams Never End» y «Doubts Even Here». Esta última canción tendría como lado-b a «Ceremony», que fue compuesta originalmente en Joy Division y fue tocada solamente en el último concierto del grupo antes del suicidio de Curtis, así que fue retocada para la ocasión, notándose con claridad ciertos toques de electrónica que irían desarrollando en sus siguientes discos. Movement alcanzó el puesto 30 en las listas del Reino Unido, aprovechando la publicidad que daba ser Joy Division sin Ian Curtis. Aun así la crítica recibió bien este trabajo.
Hacia 1982 lanzan 1981-1982, un EP que incluía dos sencillos que serían clásicos de la banda como son «Temptation» y «Everything's Gone Green», además de otras canciones como «Procession», también un tema destacado de este lanzamiento. 1981-1982, sería un preámbulo de lo que sería New Order de ahí en adelante: un grupo de electrónica inspirado en la energía del post-punk, llevando la música de baile hacia un terreno más introspectivo.

### Power, Corruption & Liesy el éxito (1982-1985)
Hacia 1982 la música pop estaba sufriendo una revolución con la inclusión cada vez mayor del sintetizador, elemento introducido por los alemanes Kraftwerk. Depeche Mode desde una postura netamente electrónica, y New Order partiendo desde la energía del post-punk serían los principales protagonistas de este cambio en un primer momento. Luego del lanzamiento del EP, la banda se dedicó a trabajar en su segundo álbum de estudio, Power, Corruption & Lies. Aun así tuvieron tiempo de hacer su segunda Peel Session en junio de 1982. El resultado se vería el 7 de marzo de 1983 con el lanzamiento del primer sencillo del álbum: «Blue Monday», que no sería incluido en el disco. La canción alcanzó éxito a nivel mundial, ya que se convirtió en el sencillo de doble cara (la otra canción era «The Beach»), lanzado por una discográfica independiente más vendido en la historia de la música, además de mostrar la mezcla de post-punk y electrónica que los haría tan famosos alrededor del globo. «Blue Monday» alcanzó el puesto n.º 1 en las listas de indie del Reino Unido, el n.º 9 en las listas generales del mismo país, y llegó al n.º 5 en el U.S. Billboard Hot Dance Club Play, arrasando en las pistas de baile de todo el planeta. New Order apareció en el programa de la BBC Top of the Pops, el 31 de marzo de 1983, para promover la canción. Desde hacía mucho tiempo la política del programa consistía en que los artistas se limitaban a tocar con una pista de fondo, pero New Order insistió en tocar «Blue Monday» en vivo. El rendimiento de la presentación se vio afectado por problemas técnicos, y no era representativa de la grabación. En palabras del baterista Stephen Morris, Blue Monday «nunca fue la canción más sencilla para tocar en escena de todos modos, así que todo salió mal. Los sintetizadores estuvieron mal. Sonaba horrible».
El segundo sencillo (que tampoco fue incluido en el disco), «Confusion», también resultó un rotundo éxito, igualando lo que hizo «Blue Monday» en EE. UU., y de paso estableciendo a la banda en el terreno de la música bailable, ya que llegó al n.º 5 en el U.S. Billboard Hot Dance Club Play también. Por su parte, el álbum Power, Corruption & Lies llegaría al puesto n.º 4 en las listas del Reino Unido y al n.º 35 en las australianas, destacando la canción «Age of Consent». Durante la gira de soporte para este disco, se lanzó un nuevo sencillo en 1984: «Thieves Like Us», que lograría otro n.º1 en las listas de indie en Inglaterra y se ubicaría en el n.º 18 en las listas mainstream del mismo país. En mayo del mismo año se lanzó otro sencillo «Murder», que no lograría romper tanto como los sencillos anteriores, ya que llegó al segundo puesto en las listas indie, pero llegó al puesto 92 en las listas mainstream del Reino Unido.

### Low-Life, Brotherhood y Substance, se completa la transformación (1985-1987)
Casi un año después del lanzamiento de «Murder», New Order lanza «The Perfect Kiss» (que haría una posible referencia a la masturbación), logrando un nuevo n.º 1 en las listas indie, el n.º 35 en las listas mainstream de Inglaterra, y un nuevo n.º 5 en las listas de música bailable en EE. UU. Este sencillo serviría como preámbulo para el lanzamiento de Low-Life, el tercer disco del grupo, que fue lanzado en 1985 e involucra una incorporación aún mayor de sintetizadores y samplers por parte de la banda, aunque todavía conservando elementos rock en su propuesta musical. De todos modos generó cierta polémica por sus letras con referencias sexuales presentes en todo el disco, también presentes en el otro sencillo del álbum, que sería «Sub-culture». En 1986 se lanzaría «Shellshock», que estaría presente en la banda sonora de la película Pretty in Pink, y State of the Nation, que llegaría al n.º 30 en el Reino Unido y al n.º 4 en las listas de dance de Estados Unidos. Ese mismo año se produce el lanzamiento de Brotherhood, su cuarto álbum, desprendiéndose otro clásico de la banda: «Bizarre Love Triangle». El disco alcanzaría el puesto n.º 9 en Inglaterra y el n.º 15 en Australia, pero en Estados Unidos no logra entrar a los 100 primeros.
Brotherhood sigue mostrando la mezcla entre post-punk y electrónica de todos los discos de la banda hasta ese momento, sin embargo la guitarra no volvería a adquirir un papel tan prominente en sus siguientes discos. Esto cambiaría hasta las grabaciones de New Order para su álbum Get Ready en 2001. En 1987 se publica Substance, una recopilación con sus grandes éxitos, y una nueva canción que se vería en el próximo álbum: «True Faith», la cual entrar en las 100 mejores canciones del Billboard estadounidense en el puesto n.º 32, mostrando claramente que su sonido se estaba volviendo cada vez más accesible al público. Ese mismo año lanzan otro sencillo «Touched By the Hand of God», con un éxito similar al de «True Faith». Durante 1987 giraron por Estados Unidos junto con Echo & the Bunnymen.

### Technique, «World in Motion», cambio de discográfica y descanso (1989-1992)
«Fine Time» sería el primer sencillo de su quinto álbum de estudio. Llegaría al n.º 2 en el Hot Dance Club Play Chart, al n.º 3 en el Modern Rock Chart en Estados Unidos, y al n.º 11 en el Reino Unido. En enero de 1989 lanzaron uno de sus mejores discos, Technique, donde encuentran un sonido tecno con una ligera mezcla de varios estilos alternativos y es considerado, junto al Happiness de The Beloved, el disco que marca el cambio de la música de baile enfocada al hedonismo a la música de baile enfocada a la introspección. Influidos por el estilo acid house imperante en Mánchester por esa época (tenían como compañeros de discográfica a Happy Mondays), el álbum mezcla el post-punk de sus primeros años, la electrónica que comenzó a mostrarse desde «Blue Monday», y el sonido Manchester que habían puesto de moda The Stone Roses y los mismos Happy Mondays. El álbum llegó al n.º 1 en el Reino Unido, y entró con fuerza en el Billboard estadounidense, en el puesto n.º 32. Su siguiente sencillo «Round & Round» lograría el n.º 6 en el Modern Rock Chart y el n.º34 en el Billboard Hot 100. El tercer sencillo, «Run», se lanzaría de forma limitada. New Order giraría por Estados Unidos y Canadá junto con Public Image Ltd y The Sugarcubes.
Para 1990 grabarían un tema que se convertiría en el himno de la selección de Inglaterra durante el mundial de Italia de ese año. Esa canción sería «World in Motion» y en ella participarían Paul Gascoigne y Peter Beardsley, llegando al n.º 1 en el Reino Unido. Un año más tarde la banda deja Factory Records, luego de que la discográfica se declarara en bancarrota, debido a las deudas que generó su discoteca The Hacienda y los altos costos de las grabaciones de los últimos discos de New Order y Happy Mondays. Luego de esta decisión, la banda decide tomarse un descanso de dos años para emprender proyectos en solitario en 1991.

### Proyectos paralelos,Republic, grandes éxitos e hiato (1992-1998)
Durante finales de los 80, Bernard Sumner formó una nueva agrupación paralela a su trabajo con New Order, el grupo Electronic, que junto con Johnny Marr de The Smiths y algunas colaboraciones de los Pet Shop Boys y Karl Bartos de Kraftwerk editaron un álbum homónimo en 1991. Por otro lado, Peter Hook formó una nueva agrupación llamada Revenge y mientras tanto, la pareja de Gillian y Stephen Morris formaron el dúo The Other Two, que también lanzó un disco.
En 1993 volvieron a reunirse y publicaron Republic, compuesto y producido junto a Stephen Hague y considerado por muchos su disco más accesible. El disco sería un éxito rotundo en gran parte gracias a su primer sencillo, «Regret», que se convirtió en la canción más exitosa de New Order en los charts estadounidenses, llegando al puesto 28 del Billboard y al primero en las listas de baile y de rock de forma simultánea. A «Regret» le seguirían «Ruined In A Day»; «World (The Price Of Love)», que fue acompañado de un hermoso video filmado en Cannes, Francia, y «Spooky».
En 1994 la banda lanza un par de compilaciones: (The Best Of) New Order, la cual incluía versiones de 7" de sus singles, y poco después (The Rest Of) New Order, una compilación con remezclas clásicas y alguna que otra novedad. Un tema de (The Best Of) New Order, «Vanishing Point» (que originalmente fue incluida en el disco Technique), fue incluida para ser lanzada como sencillo, sin embargo al final London Records cambió de opinión al último momento y decidió relanzar «True Faith» como sencillo nuevamente.
Poco tiempo después de presentarse en el Festival de Reading de 1994, los integrantes se separaron para continuar con sus proyectos en solitario: Sumner se reunió con Johnny Marr para editar un par de discos más con Electronic. Peter Hook disolvió Revenge tras un disco y un par de EP, para luego fundar Monaco junto a David Potts, publicando dos discos. Ambos miembros restantes, Stephen Morris y Gillian Gilbert reformarían The Other Two para lanzar un nuevo disco en 1999 titulado Superhighways.

### Regreso a los escenarios, siguientes álbumes y nueva separación (1998-2007)
Tras una reunión en 1998, el grupo decidió acordar tocar nuevamente juntos cuando se reunieron para el Festival de Reading de 1998, donde curiosamente comenzaron a tocar canciones de Joy División de nuevo -refiriéndose a ellas como «el legado perdido»-, y volviendo al estudio poco después para lanzar Get Ready en el 2001, incluyendo el éxito «Crystal». Más tarde colaborarían en la banda sonora de 24 Hour Party People con una nueva canción: «Here to stay». En 2005, ya sin Gillian Gilbert y con la inclusión de Phil Cunningham, editaron su más reciente trabajo titulado Waiting For The Sirens' Call.
En 2007 Peter Hook anuncia la separación del grupo, marcado por una batalla de dimes y diretes sobre el futuro de la banda. En un principio la separación fue negada por Sumner, argumentando que Hook solo saldría de la banda, pero él no podía decidir si el grupo terminaba y si seguirían sin él, tras lo cual Peter se molestó y amenazó con demandar a la banda si continuaban sin él, ya que «¡El grupo se acabó! Ustedes no son más New Order de lo que soy yo, ustedes tendrán dos tercios del grupo, pero no asuman que tienen los derechos para hacer cualquier cosa bajo el nombre de New Order, porque no pueden. ¡Yo sigo teniendo un tercio!. Pero estoy abierto a negociar». Tiempo después, en una entrevista, Sumner aseguró que «En estos días cuando hago música quiero que sea divertida, agradable, que sea disfrutable y encontré todas esas condiciones con esta nueva banda -refiriéndose a Bad Lieutenant-. Ya no quiero hacer música como parte de New Order, de todas formas, ya no podíamos ni siquiera utilizar ese nombre».

### Después de la separación (2007-2011)
A finales de 2008 Warner Records reeditó los primeros álbumes de la banda (el catálogo con Factory Records) en ediciones especiales, incluyendo en cada uno un disco extra con lados b, remixes y singles. En tanto, se cree que pronto habrá más material por lanzar de la banda, como los temas inéditos de las sesiones del Waiting For The Sirens' Call.
Hook ahora se concentra en un proyecto junto a Mani de los Stone Roses y Andy Rourke de The Smiths llamado Freebass, con los que ya publicó un álbum de estudio y un EP, además de que ocasionalmente hace presentaciones como DJ. Escribió un libro titulado The Hacienda, How Not To Run A Club contando detalles y la historia desde su punto de vista sobre ese mítico lugar. Además recientemente ha abierto un bar llamado FAC251: The Factory, el cual tiene de tema el legado de Factory Records y el famoso club The Hacienda, del cual la banda solía ser copropietaria.
En tanto, Morris regresó al estudio junto con su esposa Gillian para remezclar un par de canciones para el disco Year Zero Remixed de Nine Inch Nails. Recientemente se ha creado un nuevo sitio web para The Other Two, además hay rumores de un nuevo disco del dúo. Morris actualmente está de gira con Bad Lieutenant.
Bernard Sumner anunció en 2008 un nuevo proyecto llamado Bad Lieutenant, banda que en 2009 lanzó su álbum debut Never Cry Another Tear, la cual cuenta con Phil Cunningham y Jake Evans, además de colaboraciones de Stephen Morris, quien tocó la batería en algunas canciones del disco (sin embargo Sumner recientemente lo llamó un miembro oficial de la banda), y Alex James, bajista de Blur. El grupo es considerado por los medios como «el nuevo New Order», a pesar de que esta banda tiene un sonido un poco más rock alternativo con ciertos toques un poco más acústicos. Recientemente, Sumner colaboró con Hot Chip y Hot City en la canción «Didn't know what love was» que se utlizaría como sencillo promocional para los zapatos Converse.
Phil Cunningham, por su parte, estuvo involucrado en un proyecto llamado Run Run Run, el cual tuvo que dejar para formar Lieutenant con Bernard Bad.

### Reunión sin Hook (2011-actualidad)
En octubre de 2011 la banda anunció su regreso para varias presentaciones en Bélgica y Francia de carácter benéfico sin Peter Hook, quien rechazó la invitación y de paso criticó la reunión, ya que según él se hizo solo por motivos económicos, «Si esperan que después de eso me retire a las montañas, están completamente equivocados».
Unas semanas después de dichas presentaciones, la banda confirmó una presentación en Argentina y Chile. La mini gira sudamericana tuvo como fechas el 1 de diciembre en Buenos Aires, Argentina, en el Estadio Obras; el 3 de diciembre en São Paulo, Brasil, en el Ultra Music Festival.
En octubre del 2012 se presentaron por primera vez en Ciudad de México, dentro del Festival Corona Capital. En Bogotá, Colombia, se presentaron por primera vez en el país el 7 de abril de 2013 en el Festival Estéreo Picnic al lado de bandas como The Killers y Café Tacuba, y en el Perú se presentaron por primera vez el 5 de abril de 2013, en la Explanada del Estadio Monumental.

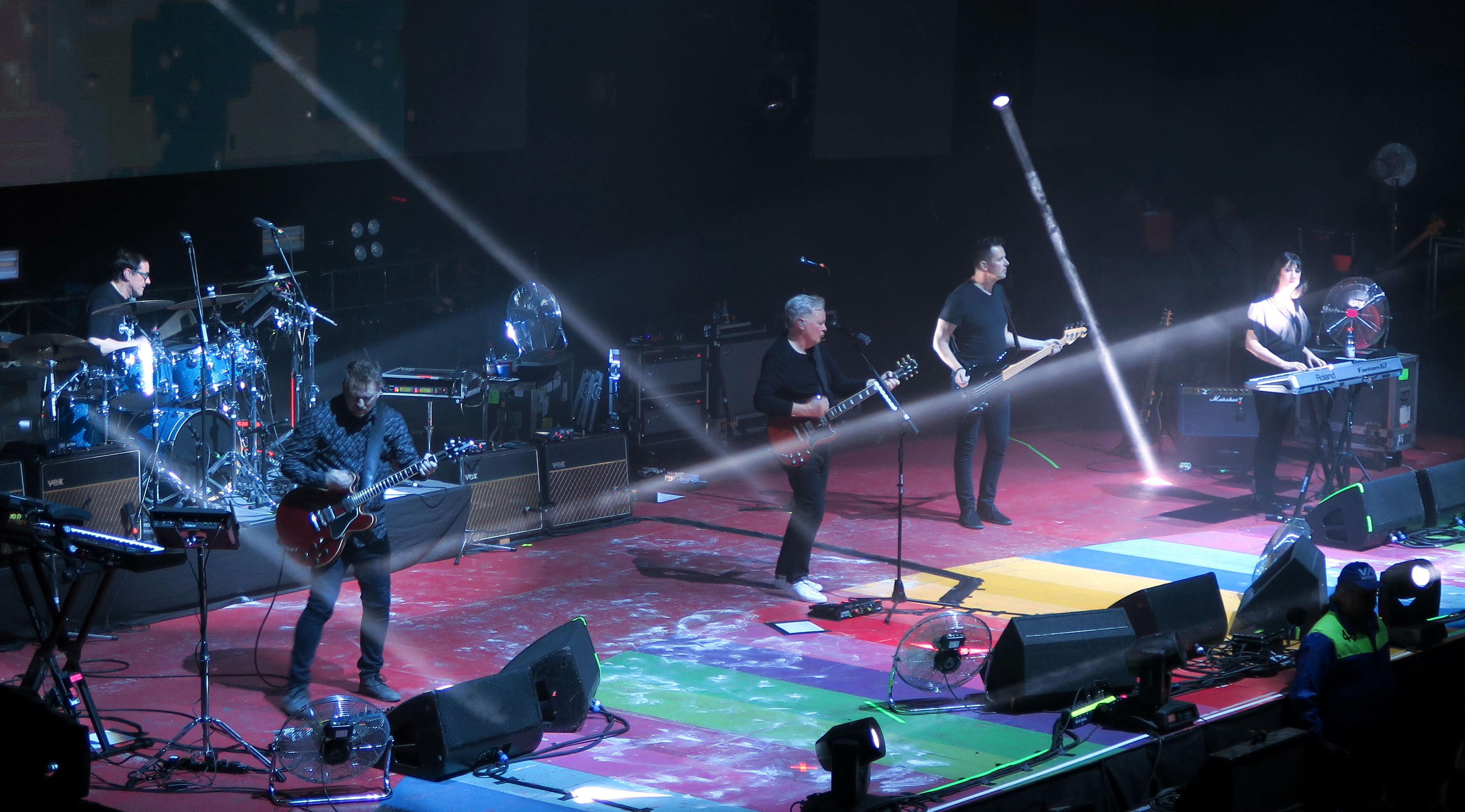
New Order en Chile, 2019

En el mes de abril de 2014 iniciaron una gira sudamericana pasando por Brasil, Chile y Argentina, siendo todas las presentaciones en festival Lollapalooza.
El 27 de julio de 2015 lanzaron "Restless", primer sencillo de su nuevo álbum de 2015, que se llamó Music Complete.
El 25 de septiembre de 2015 lanzaron su décimo álbum de estudio, Music Complete, consiguiendo muy buenas críticas y comparándolo con sus mejores trabajos anteriores, como lo fue Technique, llegando al número 2 de las listas de UK.

## Miembros
Miembros actuales
- Bernard Sumner – voz, guitarras, sintetizadores, melodica y percusiones (1980–presente)
- Stephen Morris – baterías, percusiones, octapad y caja de ritmos, (1980–presente)
- Gillian Gilbert – sintetizadores, samplers y guitarras (1980–presente)
- Phil Cunningham – guitarras, sintetizadores y octapad (2001–presente)
- Tom Chapman – bajo y sintetizadores (2011–presente)

Miembros anteriores
- Peter Hook – bajos, octapads y sintetizadores (1980–2007)

Línea de tiempo

## Discografía
Álbumes de estudio
- 1981: Movement
- 1983: Power, Corruption & Lies
- 1985: Low-Life
- 1986: Brotherhood
- 1989: Technique
- 1993: Republic
- 2001: Get Ready
- 2005: Waiting for the Sirens' Call
- 2013: Lost Sirens
- 2015: Music Complete

Álbumes en directo
- 2017: Nomc15 (Live)
- 2019: ∑(No,12k,Lg,17Mif) New Order + Liam Gillick: So it goes
- 2021: Education entertainment recreation (Live at Alexandra Palace)